# CQC-Zertifizierung
Die CQC-Zertifizierung (China Quality Certification Center-Zertifizierung, engl.: Voluntary CQC Mark Certification) ist eine freiwillige Zertifizierung für importierte und chinesische Produkte in der Volksrepublik China, die nicht der China Compulsory Certification (CCC)-Pflicht unterliegen. Die freiwillige CQC-Zertifizierung ist ein Qualitätssiegel und dient dazu, die Konformität der Produkte mit den chinesischen Standards und Regularien (GB Standard) zu gewährleisten, darunter fallen Aspekte wie Sicherheit, Umwelt, Qualität und Leistungsfähigkeit. Im Rahmen der Zertifizierung werden Produkttests und Werksaudits durchgeführt. Der gesamte Zertifizierungsprozess kann  – ähnlich wie bei der CCC-Zertifizierung – nach ca. 4 Monaten abgeschlossen werden.   

## Verantwortliche Behörden
Zuständig für die Ausstellung des Zertifikates ist das CQC (engl.: China Quality Certification Center, chin.: 中国质量认证中心). Das CQC übt als chinesische Behörde eine wichtige Rolle bei der Zertifizierung von nahezu allen CCC-zertifizierungspflichtigen Produkten aus. Die freiwillige CQC-Zertifizierung deckt 500 nicht-zertifizierungspflichtige Produkte ab.

## Zertifizierbare Produkte
- Elektrische Produkte, Elektronikkomponenten, Elektrozubehör
- Haushaltsgeräte und -zubehör
- Beleuchtungsapparate und Zubehör (Lampen und Leuchten)
- Elektrische Werkzeuge
- Audio- und Videogeräte
- Kleine und mittelgroße Elektromaschinen
- Medizinische Geräte
- Kommerziell verwendete Maschinen
- Elektrische Leitungen und Kabel
- Niederspannungsgeräte
- Kfz- und Motorrad-Zubehör, z. B. Reifen
- Motoren
- Elektroautos und Zubehör
- Glas
- Netzschutz und Automatisierung
- Wasserpumpen
- Niederspannungsgeräte und -zubehör
- Hochspannungsanlagen und -geräte
- Elektrische Generatoren und Stromzähler
- Photovoltaikprodukte
- Test- und Kontrollinstrumente
- Bagger und Zubehör für Bagger
- Steckverbinder und Ladegeräte für Elektroautos
- Windenergie- und thermisch angetriebene Produkte
- Baumaterialien und -produkte
- Textilien
- Reinigungsprodukte
- Zementprodukte
- Maschinen
- Büroartikel und Schulbedarf
- Blitzableitende Produkte
- Lager-Produkte (Kugellager)
- Richtlinie 2002/95/EG (RoHS1-Zertifizierung, RoHS-Richtlinien)
- Zertifizierung für nicht-metallische Werkstoffe und Ersatzteile
- Zertifizierung von Restriktionen polyzyklischer aromatischer Kohlenwasserstoffe (PAK)
- Akkumulatoren und Batterien
- Anlagen für Schweiß- und Schneidetechnik sowie Wärmebehandlung

## Ablauf einer Zertifizierung
- Anmeldung/Einreichen der Anmeldedokumente
- Einreichen von Testprodukten an die chinesischen Testlabore
- Werksinspektion beim Hersteller durch chinesische Auditoren, die speziell aus China ins Werk anreisen
- Nach bestandenen Tests, Erhalt des CQC-Zertifikats
- Beantragung der Markierungsgenehmigung
- Markierung der CQC-zertifizierten Produkte

## Follow-Up Zertifizierung
Um die Gültigkeit des CQC-Zertifikates und der Markierungsgenehmigung aufrechtzuerhalten, muss jährlich eine Folgeinspektion stattfinden, auch genannt „Follow-Up Zertifizierung“. 

## Erfolgswahrscheinlichkeit
Die Zertifizierung erfolgt mit hoher Erfolgswahrscheinlichkeit, wenn die Produkte den chinesischen Richtlinien (GB Standard) entsprechen. Fallen die Ergebnisse der Produkttests und der Werksbesichtigung gut aus, dann hat man den größten Teil des Zertifizierungsprozesses geschafft. Bei Fehlern oder Unstimmigkeiten der Antragsdokumente sowie bei Durchfallen der Produkttests, wird der Antrag abgelehnt und der Zertifizierungsprozess verzögert sich. Bei Ablehnung der CQC-Zertifizierung wird ein  Zertifizierungsbericht mit Begründung ausgestellt. 

## Kosten der CQC-Zertifizierung
Je nach Produkt, können die Kosten der CQC-Zertifizierung variieren. Die chinesischen Behörden stellen dem Antragsteller Folgendes in Rechnung: 
- Antrags- und Bearbeitungsgebühren
- Testgebühren
- Inspektionsgebühren im Herstellerwerk
- Reisekosten und Spesen der Auditoren
- Markierungsgebühren, die bei der Beantragung der Markierungsgenehmigung bei der CNCA anfallen.

Hinzu kommen Kosten für
- Übersetzer und Dolmetscher
- Produktkosten für Testprodukte
- Versendung von Testprodukten nach China
- Personal
- Optionale Zertifikatserweiterungen (deutlich geringer als bei der Erstzertifizierung)
- Zusätzliche Kosten bei Durchfallen der Produkttests

## Vorteile einer freiwilligen CQC-Zertifizierung
Der offizielle CCC-Produktkatalog wird von den chinesischen Behörden regelmäßig erweitert. Dadurch kann ein Produkt, das nicht unter die CCC-Pflicht fiel, innerhalb kürzester Zeit CCC-zertifizierungspflichtig werden. Das freiwillige CQC-Zertifikat lässt sich relativ problemlos in ein CCC-Zertifikat umwandeln. Man erhält dadurch einen klaren Wettbewerbsvorteil gegenüber seinen Konkurrenten, die sich auch den chinesischen Markt erschließen wollen. 

## Rechtspraxis
Produkte, die eine CQC-Zertifizierung besitzen, haben weniger Probleme beim chinesischen Zoll eingeführt zu werden. Bei unberechtigter Nutzung eines CQC-Zertifikats oder einer CQC-Markierung von Produkten können Geldstrafen und Gerichtsverfahren auf den Exporteur zukommen. 